# زاسيتشنويي (بينزا)
زاسيتشنويي (بالروسية: Засечное) هي مدينة في مقاطعة بانزا أوبلاست في روسيا.
يبلغ عدد سكانها حوالي 4585 نسمة.